# تيفاني ثورنتون
تيفاني دون ثورنتون (بالإنجليزية: Tiffany Thornton)‏ (مواليد 14 فبراير 1986)
ممثلة ومغنية أمريكية، ظهرت في فيلم تغيير اللعبة (2012) بطولة توم هانكس في دور ميغان ماكين ابنة السيناتور جون ماكين.

## نشأتها
ولدت تيفاني ثورنتون في 14 فبراير 1986 في كوليدج ستيشن ، تكساس ، الولايات المتحدة الأمريكية باسم تيفاني دون ثورنتون.لها أخ الأكبر هو جون سكوت ثورنتون.
التقت بوكيلها في IMTA (وكالة العارضات والمواهب الدولية) حيث ذهبت للتمثيل والغناء.

## روابط خارجية
- تيفاني ثورنتون على موقع IMDb (الإنجليزية)
- تيفاني ثورنتون على موقع ألو سيني (الفرنسية)
- تيفاني ثورنتون على موقع ميوزك برينز (الإنجليزية)
- تيفاني ثورنتون على موقع أول موفي (الإنجليزية)
- تيفاني ثورنتون على موقع إن إن دي بي (الإنجليزية)
- تيفاني ثورنتون على موقع ديسكوغز (الإنجليزية)
- تيفاني ثورنتون على موقع قاعدة بيانات الفيلم (الإنجليزية)
- تيفاني ثورنتون على موقع كينوبويسك (الروسية)
- تيفاني ثورنتون على موقع كينوبويسك (الروسية)